# Thomas Rauer
Thomas Rauer (* 16. August 1977 in Essen, Nordrhein-Westfalen) ist ein deutscher Eiskunstläufer. 
Thomas Rauer begann mit zehn Jahren mit dem Eiskunstlaufen. Er war zusammen mit seiner Schwester Stephanie Rauer zweifacher Deutscher Meister im Eistanzen. Das Paar startete für den ERV 68 Essen. Ihre Trainer waren Christina Henke-Mades, Udo Dönsdorf und schließlich Oleg Ryjkin.
Das Paar beendete 2003 seine Amateurkarriere.
Thomas Rauer studierte Humanmedizin, promovierte und ist heute Oberarzt in der Unfallchirurgie am Universitätsspital in Zürich.
Seit Herbst 2023 ist er habilitierter Privatdozent der Medizinischen Fakultät Zürich.

## Erfolge/Ergebnisse

### Olympische Winterspiele
- keine Teilnahme

### Weltmeisterschaften
- 1999 – 19. Rang
- 2000 – 19. Rang
- 2001 – 27. Rang
- 2002 – 19. Rang

### Europameisterschaften
- 1997 – 19. Rang
- 1998 – nicht teilgenommen
- 1999 – 16. Rang
- 2000 – 15. Rang
- 2001 – 21. Rang
- 2002 – 17. Rang

### Deutsche Meisterschaften Eistanz
- 1997 – 3. Rang
- 1998 – 2. Rang
- 1999 – 2. Rang
- 2000 – 2. Rang
- 2001 – 1. Rang
- 2002 – 1. Rang
- 2003 – 3. Rang